# Spazio Oberdan
Lo Spazio Oberdan è stato uno spazio dedicato alla cultura creato e gestito dall'assessorato alla cultura dalla città metropolitana di Milano.

## Descrizione
Concepito dall'architetta Gae Aulenti, si trova in piazza Oberdan a Milano e unisce un'area espositiva di 700 m², che può ospitare mostre d'arte visiva di rilevanza nazionale, e un auditorium dedicato alla poetessa milanese Alda Merini, da circa 200 posti, nel quale sono ospitate rassegne cinematografiche e incontri a cura della Provincia o in collaborazione con la Fondazione Cineteca Italiana ed altri enti.
Completano i servizi un ulteriore spazio per piccole esposizioni temporanee nel foyer e punti informativi sulle principali manifestazioni culturali nazionali ed internazionali.
Dal 2018 l'edificio non è più proprietà della Provincia di Milano. Acquistato da Fondazione Cariplo, l'edificio diventa la sede di MEET, il primo centro internazionale  per la cultura digitale in Italia con sede a Milano.

## La Sala Alda Merini
La Sala Alda Merini si trova al piano terra, ha circa 200 posti a sedere ed è accessibile, oltre che dall'ingresso principale, anche da un'entrata in piazza Oberdan. La sala ospita la normale programmazione della Fondazione Cineteca Italiana, che qui ha la sua sede centrale di proiezione, mentre negli altri giorni la Provincia di Milano vi realizza rassegne videocinematografiche, presentazioni di libri ed incontri anche in collaborazione con importanti realtà milanesi impegnate in questo campo.

## Le mostre
Al primo piano dello stabile vi è lo spazio per le mostre. Una grande sala attrezzata costituisce il cuore centrale dello spazio espositivo. Da questa sala lo spazio espositivo si sviluppa lungo i due lati dello stabile per ricongiungersi nell'atrio, dove si trova la balconata che affaccia sull'ingresso.
Complessivamente, lo spazio espositivo è di circa 700 metri quadrati. Tutti gli ambienti sono attrezzati per i disabili.